# Show de Calouros
Show de Calouros (também conhecido como Show de Variedades em 1992 e Novo Show de Calouros entre 1993 e 1996) é um programa de auditório da televisão brasileira apresentado por Silvio Santos entre julho de 1977 e 21 de dezembro de 1996, tornando-se uma das atrações mais longevas e importantes do Programa Silvio Santos. Em 2024, a atração é relançada com o título original, mas como quadro do Programa Silvio Santos e com a apresentação de Patrícia Abravanel.
O Show de Calouros seguia o modelo básico de programas congêneres que já faziam grande sucesso no rádio e marcaram profundamente a formação artística de Silvio Santos - vários candidatos a artistas (principalmente cantores) se apresentavam para uma bancada de jurados. No início, o júri era formado principalmente por especialistas, como o maestro José "Zé" Fernandes, a cantora romântica Cláudia Barroso e o compositor]Alfredo Borba (que depois iria quebrar discos no Programa Flávio Cavalcanti). Zé Fernandes ficou famoso por reprovar (com a nota zero) quase todos os candidatos que por ali passavam. Outro jurado sério era o jornalista Décio Piccinini, ainda que não tão rigoroso quanto Fernandes. A cantora Aracy de Almeida, sempre de mau humor e no controle da campainha que dispensava implacavelmente os maus cantores, tornou-se a sucessora de Zé Fernandes como a figura má do juri. Um dos destaques era o radialista e professor Henrique Lobo, considerado um jurado "bonzinho", mas que às vezes surpreendia o público reprovando algum calouro. Mais tarde começaram a participar alguns amigos do apresentador, como Pedro de Lara (que nos anos 70 tinha um quadro no programa de rádio de Silvio Santos, na qual interpretava os sonhos das ouvintes), o humorista Manuel de Nóbrega, a comediante Consuelo Leandro, a vedete Wilza Carla, Cinira Arruda e outros.
Silvio Santos era muito rigoroso com a sua produção e nos anos 70 começou a chamar os produtores para o palco, dando-lhes broncas. As vítimas favoritas eram Carlinhos e o seu chefe, Valentino Guzzo. Carlinhos era bem forte e tinha a função de empurrar os calouros para o palco, quando Silvio os chamava pelo nome. Quando um deles quase caiu, Silvio irritado chamou Carlinhos para lhe dar uma bronca. Depois foi a vez de Valentino, que tinha vindo da TV Bandeirantes. Valentino era nervoso e não gostava de aparecer na tela, mas seu constrangimento causava gargalhadas na platéia, fazendo com que Silvio o chamasse cada vez mais. Valentino resolveu assumir a palhaçada, e acabou se tornando a Vovó Mafalda, aparecendo depois num quadro do programa infantil do palhaço Bozo exibido pelo SBT, onde participava também Pedro de Lara.
Quando instituiu o SBT, em 1981, Silvio aumentou o número de cadeiras do júri, preenchendo a maioria delas com artistas da casa. Assim tornaram-se jurados a bela atriz Sônia Lima, o apresentador infantil Sérgio Mallandro, a bailarina Flôr, o repórter Wagner Montes, o jornalista Nelson Rubens, o apresentador Luis Ricardo, o repórter Jacinto Figueira Júnior, o ator Jorge Lafond, as apresentadoras infantis Eliana e Mara Maravilha, Luiz Henrique, Valentino Guzzo, Sônia Abrão e outros.
Nos anos 80, ganharam destaque os concursos de transformistas, as garotas que dançam, os cantores mirins e o "vale-tudo". O programa também exibia outras atrações, como:
- Isto é incrível - Imagens de proezas humanas, quase sempre de americanos, e de fatos curiosos da natureza.

- Show do Gongo - Atrações curiosas do Gong Show, programa de calouros dos Estados Unidos. Num certo período os brasileiros eram desfiados a reproduzir aqui os feitos dos calouros americanos.

- O comediante Ary Toledo contava piadas enviadas pelo público e Renato Barbosa fazia paródias de músicas da época.

Com o falecimento de Chacrinha, alguns jurados remanescentes de seu programa foram contratados por Silvio Santos, como a atriz Elke Maravilha.
Em 1992, mudou o título para Show de Variedades, sendo exibido nas tardes de domingo. Em 1993, Silvio deixa o comando da atração que passa a se chamar Novo Show de Calouros, durando até 21 de dezembro de 1996, com os jurados se revezando no comando e sendo exibido nas tardes de sábado. 
Em 3 de março de 2024, a atração volta à programação do SBT, mas como quadro do Programa Silvio Santos e sendo exibido nas noites de domingo, com a apresentação de Patrícia Abravanel e mantendo o formato original com jurados convidados a cada domingo.

## Outras versões
Em 2004 o animador estreou o Gente que Brilha, baseado no programa . Em 18 de março de 2012, a música Aqueles Dias, foi tocada no antigo cenário e logotipo do PSS na TV e no antigo visual de Silvio Santos. Em 18 de novembro de 2012, o Programa Silvio Santos estreou a nova versão do  Novo Show de Calouros, um novo quadro onde os patos e Silvio Santos recebem artistas/anônimos se apresentando no palco do PSS, recebendo notas e palmas da platéia, com uma banda.

## Jurados
- Aracy de Almeida[2]
- Carlos Alberto de Nóbrega
- Cinira Arruda
- Condessa Giovanna
- Luís Henrique
- Consuelo Leandro
- Décio Piccinini[2]
- Elke Maravilha[2]
- Eliana
- Flôr
- José Fernandes[2]
- Jacinto Figueira Júnior[2]
- Jorge Lafond
- Leão Lobo
- Luís Ricardo
- Manuel de Nóbrega
- Mara Maravilha
- Maurício Menezes
- Nelson Rubens
- Pedro de Lara[2]
- Renato Barbosa (Rei da Paródia)
- Sérgio Mallandro
- Sônia Abrão
- Sônia Lima
- Sylvinha Araújo
- Virgínia Novick
- Valentino Guzzo
- Wagner Montes
- Henrique Lobo
- Ivo Morganti
- Marinara Costa